# Il·lusió auditiva
Les il·lusions auditives són falses percepcions d'un so real o estímul extern. Aquestes falses percepcions són l'equivalent a una il·lusió òptica: l'oient sent o no sons presents a l'estímul o bé sons que no haurien de ser possibles donada la circumstància de com van ser creats. Les il·lusions auditives posen de manifest les àrees on l'oïda i el cervell humans, com a eines de supervivència orgànica, es diferencien dels receptors d'àudio perfectes; això demostra que és possible que un ésser humà escolti alguna cosa que no hi és i pugui reaccionar al so que suposadament va sentir.

## Causes
Moltes il.lusions auditives, sobretot de la música i de la parla, es produeixen al sentir patrons sonors que són molt probables, encara que es sentin incorrectament. Això es deua la influència del nostre coneixement i experiència de molts sons que hem sentit. Per evitar el eco auditiu que es crea al percebre diversos sons provinents de diferents espais, el sistema auditiu humà relaciona els sons com si vinguessin d'una sola font. No obstant, això no impedeix que les persones es deixin enganyar per les il.lusions auditives. Els sons que es troben en les paraules es denominen sons incrustats i són la causa d'algunes il.lusions auditives. La percepció que una persona té d'una paraula es pot veure influida per la forma en com es mou la boca del parlant, encara que el so que es senti no canvii.Per exemple, si algú està mirant a dos persones que diuen "lluny" i "bar", la paraula que sentirà estarà determinada per a qui miri. Si aquests sons es reprodueixen en bucle, el oient podrà sentir paraules diferents dintre del mateix so. Les persones amb dany cerebral poden ser més susceptibles a les il.lusions auditives.